# Марк Валерий Месала (консул 32 пр.н.е.)
Вижте пояснителната страница за други личности с името Марк Валерий Месала.
Марк Валерий Месала (на латински: Marcus Valerius Messalla) е политик на късната Римска република.

## Биография
Той е син на Марк Валерий Месала Руф (консул 53 пр.н.е.) и брат на Поцит Валерий Месала (суфектконсул 29 пр.н.е.).
През 32 пр.н.е. е суфектконсул.